# Aborichthys elongatus
Aborichthys elongatus är en fiskart som beskrevs av Hora 1921. Aborichthys elongatus ingår i släktet Aborichthys och familjen grönlingsfiskar. IUCN kategoriserar arten globalt som livskraftig. Inga underarter finns listade i Catalogue of Life.